# 粉室製作所
株式会社粉室製作所（こむろせいさくじょ）は、大阪府羽曳野市にある企業。

## 特色
- タッピンねじの製造販売を主力とする。
- 高強度部材に対応した製品に強みがある[1]。
- スマイルネジ[2]の製造も行っている。
- 大阪ものづくり優良企業賞2016　受賞、大阪ものづくり知的財産部門賞2016　受賞
- 2012年に、現在地（元カワグチ所在地）に移転している。